# Burg Kranzberg
Die Burg Kranzberg, auch Veste Kransberg oder früher auch Cranchs- oder Cranichsberg genannt, ist die Ruine einer Höhenburg bei 441,6 m ü. NN auf dem Kranzberg bei der Gemeinde Sulzbach-Laufen im Landkreis Schwäbisch Hall in Baden-Württemberg.
Um den Kranzberg legt sich im Tal eine Westschlinge des Kochers, weiter östlich ist er durch einen 40 Meter tieferen natürlichen Sattel vom Gebirgszug der Limpurger Berge getrennt.

## Geschichte
Die Burg wurde von den Grafen von Öttingen in der ersten Hälfte des 13. Jahrhunderts erbaut und 1212 erstmals erwähnt. Im Jahre 1357 veräußerten die Brüder Ludwig und Friedrich sowie Ludwig der Jüngere, Grafen von Öttingen, die Burgen Kransberg und Buchhorn (Gemeinde Michelbach an der Bilz) mit zugehörigen Gütern für 4000 Pfund Heller an den Schenken Conrad von Limpurg. Zu Beginn des 15. Jahrhunderts (1406) übereigneten die Schenken von Limpurg Kranzberg zusammen mit Burg Rötenberg (Gemeinde Fichtenberg) der Kurpfalz als Lehen. In der Mitte des 15. Jahrhunderts wurde die Burg im Städtekrieg zerstört.

Die ehemalige Burganlage mit Burghof und Vorburg zeigt noch Mauerreste in spätromanischen Bauformen. Der Bergfried, vermutlich ein Wohnturm, hatte eine Grundfläche von rund 13,5 mal 13,5 Metern und eine Mauerstärke von 1,5 Meter.

Wappen der früheren Besitzer
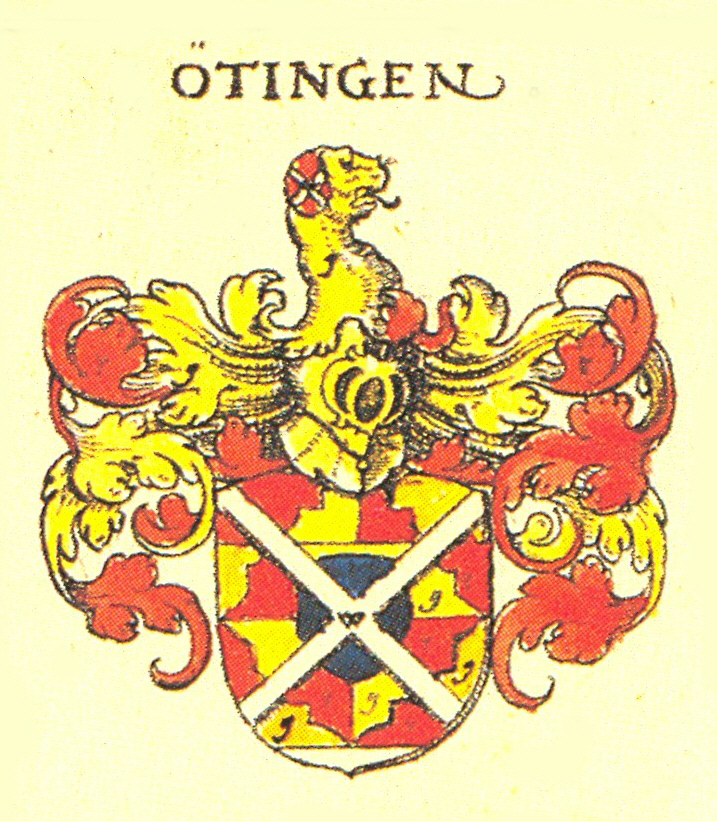
Grafen von Öttingen
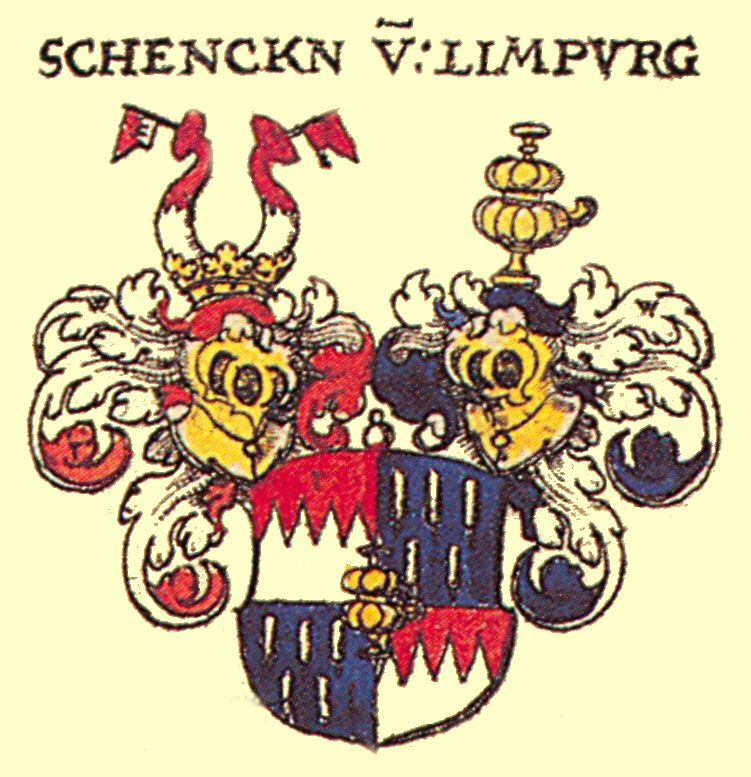
Schenken von Limpurg
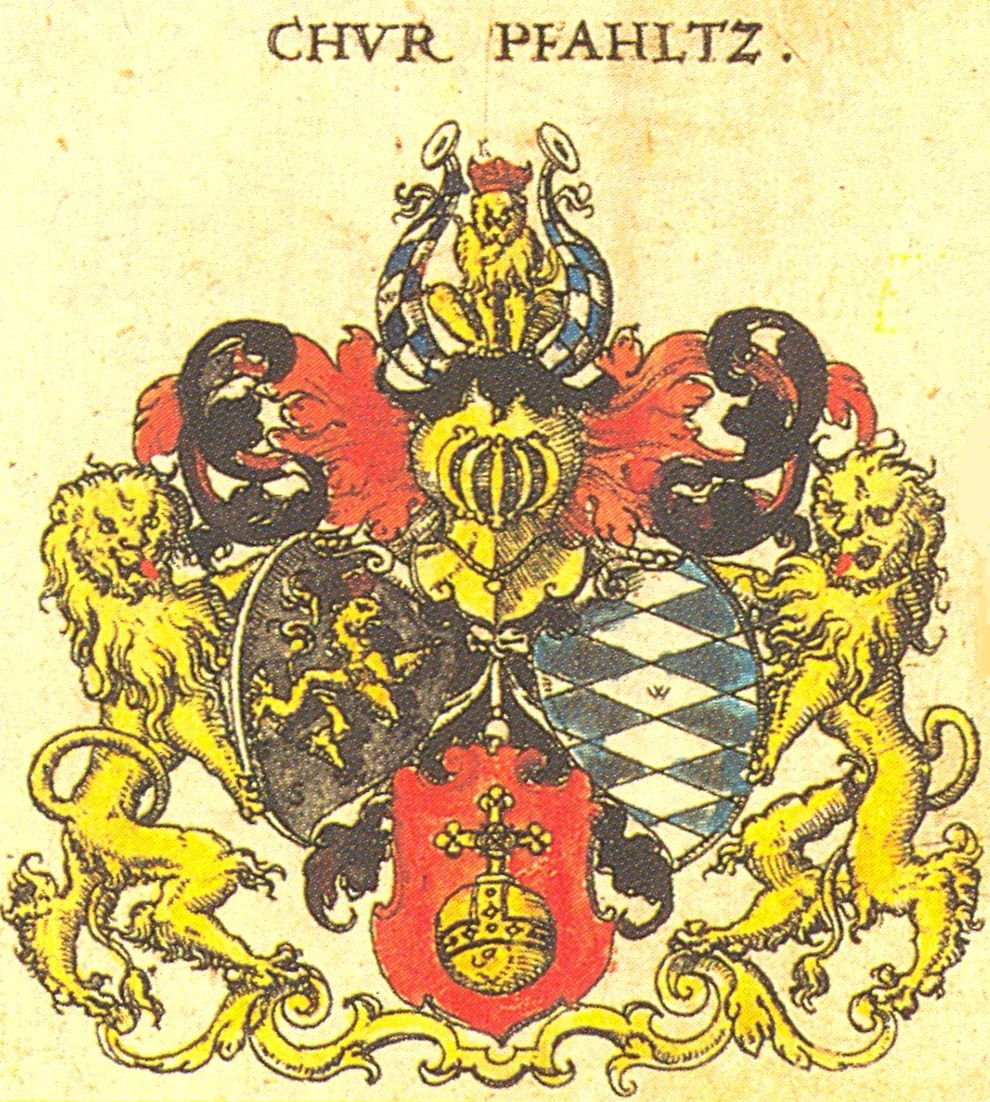
Kurpfalz